# Taktirka
Taktirka, tudi dirigentska paličica, je lahka lesena palica, ki jo uporabljajo dirigenti za dirigiranje orkestru. Običajno je zelo tanka in na koncu, kjer jo primemo z roko, zadebeljena. 